# Evan Mariano
Evan Thomas Mariano (né le 20 janvier 1988 au Belize) est un joueur de football international bélizien, qui évolue au poste d'attaquant.

## Biographie

### Carrière en sélection
Evan Mariano reçoit 17 sélections en équipe du Belize entre 2011 et 2015, sans inscrire de but.
Il joue son premier match en équipe nationale le 17 juillet 2011, contre Montserrat (victoire 3-1). Il reçoit sa dernière sélection le 8 septembre 2015, contre le Canada (match nul 1-1).
Il dispute trois matchs lors des éliminatoires du mondial 2014, et à nouveau trois matchs lors des éliminatoires du mondial 2018.
Il participe avec l'équipe du Belize, à la Gold Cup 2013 organisée aux États-Unis.

## Palmarès
| Belize Defence Force - Championnat du Belize (3) : - Champion : 2009 (Ouverture), 2010 (Clôture) et 2010 (Ouverture). - Vice-champion : 2007-08. |  | Police United - Championnat du Belize (2) : - Champion : 2013 (Clôture) et 2015 (Ouverture). - Vice-champion : 2012 (Clôture), 2012 (Ouverture), 2014 (Clôture) et 2014 (Ouverture). |